# الحمزات (صعدة)
الحمزات هي إحدى قرى الجمهورية اليمنية. وهي تتبع جغرافيًا لمحافظة صعدة. وإداريًا لمديرية سحار. يبلغ تعداد سكانها 6196 نسمة حسب الإحصاء الذي جرى عام 2004.